# Complejo Astronómico Municipal
El Complejo Astronómico Municipal es un conjunto de edificaciones ubicadas en el sector sudoeste del Parque Urquiza en la ciudad de Rosario, provincia de Santa Fe, Argentina. Ocupa un vasto sector del mismo comprendido, calle Diario La Capital N.º 1602, cercano a la intersección de calle Chacabuco con la continuación de calle Montevideo y fue inaugurado oficialmente el 18 de junio de 1970. Es una institución dependiente de la Secretaría de Cultura y Educación de la Municipalidad de Rosario.
Rodeado por distintas especies de árboles traídos de todas partes del mundo y típicos de la región litoral, el edificio central tiene forma de cometa; constituyendo un complejo conformado por el Planetario Municipal de Rosario "Luis Cándido Carballo", el Museo Experimental de Ciencias y el Observatorio Astronómico Municipal de Rosario "Prof. Victorio Capolongo".

## SalónCopérnico
Ubicado en la planta baja del edificio del observatorio y con una capacidad de 120 personas, en el mismo se realizan cursos, conferencias, audiovisuales, exposiciones, y actuaciones los días sábados y domingos; siendo la entrada libre y gratuita.

## Cúpula principal
Ubicada en el 2.º piso del edificio del observatorio y con una superficie de 4,20 m de diámetro tiene instalados dos telescopios, uno de ellos es un refractor Coudé de 2250 mm de distancia focal y de 150 mm de abertura provisto con un filtro de Lyot monocromático para la observación del sol y el otro, de 300 mm de abertura, es un reflector tipo Cassegrain; ambos construidos por la afamada casa Carl Zeiss. 
En el mismo se realizan observaciones y fotografía astronómica de todos los objetos celestes visibles en el cielo de la ciudad de Rosario, según la época del año y muy especialmente el Sol, la Luna y los planetas Júpiter, Saturno, Marte y Venus. Se pueden realizar observaciones de lunes a viernes de 20.30 a 22.00 con cielo despejado y es de entrada libre.

## Planetario Municipal de Rosario "Luis Cándido Carballo"

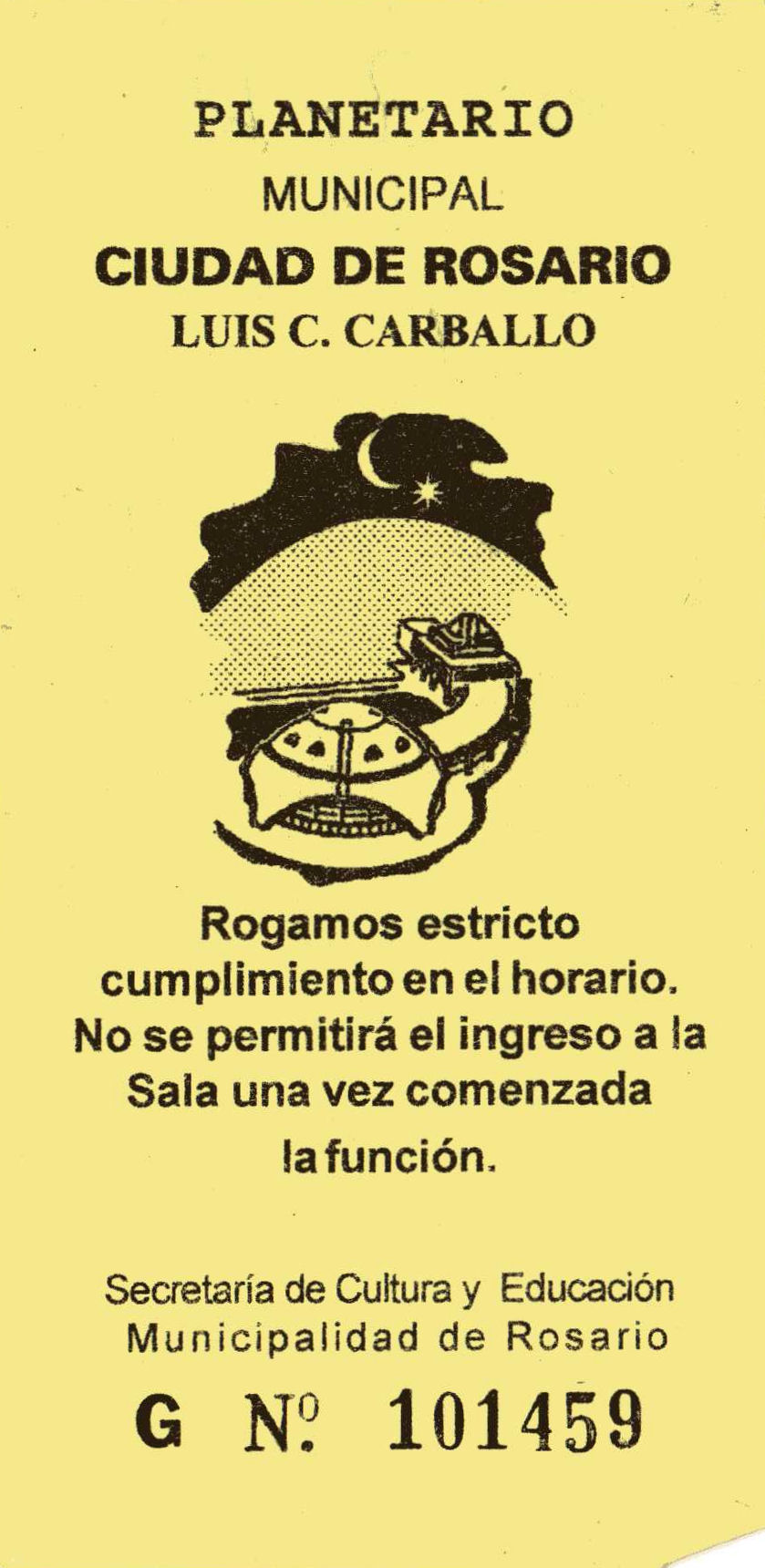
Entrada para presenciar el espectáculo del planetario.

Inaugurado el 19 de junio de 1984 consta de su "Sala Planetario" ubicada en el 1.º piso del edificio del Planetario con un diámetro de 22,3 m y posee capacidad para 250 personas (butacas reclinables). La sala está considerada entre las mejores del mundo en su tipo, en el centro se ubica el equipo planetario Carl Zeiss Mod. IV que reproduce, junto con equipos accesorios, una imagen artificial del cielo sobre la cúpula semiesférica de la sala.
Proyecta todos los objetos celestes visibles a simple vista: entre 6.000 y 8.000 estrellas hasta 6.ª magnitud (pertenecientes a la Vía Láctea). Puede mostrar además cinco planetas: Mercurio, Venus, Marte, Júpiter y Saturno y tres objetos extragalácticos: las dos Nubes de Magallanes y la Galaxia de Andrómeda, la espiral más próxima.